# أبحاث الخلايا الشمسية المرنة
أبحاث الخلايا الشمسية المرنة (بالإنجليزية: Flexible solar cell research)‏ هي تقنية على مستوى الأبحاث، ومثال على ذلك تم الإنشاء في معهد ماساتشوستس للتكنولوجيا مصنع الخلايا الشمسية وذلك عن طريق إيداع المواد الضوئية على ركائز مرنة، مثل ورقة عادية باستخدام تقنية ترسيب الأبخرة الكيميائية. تم تطوير هذه التقنية من قبل مجموعة من الباحثين من معهد ماساتشوستس للتكنولوجيا و بدعم من مؤسسة العلوم الوطنية الأمريكية و تحالف "Eni-MIT" لبرنامج آفاق للطاقة الشمسية.

## الخصائص
تودع مواد الخلايا الشمسية العضوية في خمس طبقات على ركائز ورقة عادية في غرفة فارغة. يتم ذلك عن طريق طلاء امتثالي لأقطاب البوليمر الموصلة مع بخار الأكسدة الكيميائية، وهي عملية تعرف باسم ترسيب الأبخرة الكيميائية. هذه الألواح الشمسية هي قادرة على إنتاج طاقة تزيد عن ال 50 فولت، والتي بدورها يمكن أن تشغل الأجهزة الكهربائية في ظروف الإضاءة العادية. وأظهرت الخلايا الشمسية أيضا أنها من الممكن ان تكون مرنة. الشبكة الموصلة للخلايا الشمسية هي مماثلة للمطبوعة النافثة للحبر مع مستطيلات منقوشة. عندما يؤدي إرفاقها إلى الركيزة الكهربائية، فإنها تظهر لتشغيل الأجهزة الكهربائية. و تزعم تكلفة «الطباعة» (كما يصف معهد ماساتشوستس للتكنولوجيا عليه) لتكون مشابهة لتلك الطباعة باستخدام النافثة للحبر. تستخدم هذه التكنولوجيا درجات حرارة أقل من 120 درجة مئوية لترسيب البخار، مما يجعلها سهلة للتصنيع على الورقة العادية. تعتبر الكفاءة الحالية للوحة تقترب من 1٪، والتي يأمل الباحثين أن تتحسن في المستقبل القريب.

## الإختبارات
تم اختبار الدائرة أيضا من خلال إيداع المواد الضوئية على ركيزه البولي اثيلين (PET). طويت ورقة البولي ايثيلين PET و كشفت 1000 مرة ولم يلاحظ أي تدهور علني في الأداء، في حين أن المواد الضوئية المشتركة التي قد تم ترسيبها على البولي ايثيلين PET تدهورت مع أول طية واحدة. تم تمرير الخلايا الشمسية أيضا من خلال طابعة ليزر لإثبات الأداء المتواصل بعد تعرضها نوعا ما لارتفاع درجات الحرارة ولا يزال يحتفظ بخصائصه بعد هذه العملية.

## المميزات
في الألواح الشمسية التقليدية، تعتبر الهياكل الداعمة للوحه مثل (الزجاج على سبيل المثال) معظمها يكون ضعف التكلفة كالمواد الضوئية المصنعة عليها. كما أن الورق يكلف ما يقارب من ألف ضعف تكلفة الزجاج، والخلايا الشمسية التي تستخدم عمليات الطباعة يمكن أن تكون أرخص بكثير من الألواح الشمسية التقليدية. أيضا الوسائل الأخرى التي تشمل طلاء الاوراق مع المواد التي تشمل أول طلاء للورقة مع مادة ناعمة لمكافحة التحرك الصعب لحجم الجزيئات على الورق. و لكن في هذه الطريقة، المواد الضوئية يمكن أن تطلى مباشرة على ورقة غير معالجة.

## التطبيقات
إذا كانت هذه الخلايا الشمسية يمكن أن تحقق النضج التكنولوجي الكافي، فإنها يمكن أن تستخدم ورق الحائط وظلال النافذة لإنتاج الكهرباء من إضاءة الغرفة. كما يمكن تصنيعها على الملابس، والتي يمكن بدورها أن تستخدم لشحن الأجهزة الإلكترونية المحمولة مثل الهواتف المحمولة و مشغلات الوسائط.
وحدات الطاقة الشمسية المرنة يمكن استخدامها على الأسطح المنحنية، أو على أسطح المباني حيث أنه من غير المنطقي تثبيت نظام تصاعد الحامل.

## العيوب
من أجل أن تستمر أكثر من 20 سنه في الخارج (الهواء الطلق) و تعرضها للعناصر، مثل الخلايا الشمسية يجب أن تنتهي بالورقة الأمامية من الفلورو بوليمر المقاومة للأشعة فوق البنفسجية أو الأوليفين الحراري بدلا من الزجاج المستخدم في الخلايا الشمسية التقليدية، والتي تعتبر غير مكلفة نسبيا. الخلايا الشمسية يجب أن تكون مقاومة للمياه والأكسجين حيث لا يمكن أن يدخلا ويدمرا الخلايا عن طريق التدهور التأكسدي.

## وصلات خارجية
- Dynamic folding of a paper solar cell circuit على يوتيوب